# Волтерс (Оклахома)
Волтерс (англ. Walters) — місто (англ. city) в США, в окрузі Коттон штату Оклахома. Населення — 2412 особи (2020).

## Географія
Волтерс розташований за координатами 34°21′30″ пн. ш. 98°21′25″ зх. д. / 34.35833° пн. ш. 98.35694° зх. д. (34.358403, -98.356868).  За даними Бюро перепису населення США в 2010 році місто мало площу 21,70 км², з яких 21,02 км² — суходіл та 0,68 км² — водойми.

### Клімат
| Клімат : Волтерс      | Клімат : Волтерс | Клімат : Волтерс | Клімат : Волтерс | Клімат : Волтерс | Клімат : Волтерс | Клімат : Волтерс | Клімат : Волтерс | Клімат : Волтерс | Клімат : Волтерс | Клімат : Волтерс | Клімат : Волтерс | Клімат : Волтерс | Клімат : Волтерс |
| Показник              | Січ.             | Лют.             | Бер.             | Квіт.            | Трав.            | Черв.            | Лип.             | Серп.            | Вер.             | Жовт.            | Лист.            | Груд.            | Рік              |
| Середній максимум, °C | 11,4             | 14,7             | 19,3             | 24,6             | 28,4             | 33,1             | 35,9             | 35,9             | 31,4             | 25,3             | 18,2             | 12,7             | 24,3             |
| Середній мінімум, °C  | −2,2             | 0,2              | 4,1              | 9,7              | 14,8             | 19,7             | 21,7             | 21,3             | 17,2             | 10,8             | 4,0              | −0,8             | 10,1             |
| Норма опадів, мм      | 36               | 41               | 81               | 97               | 119              | 122              | 61               | 66               | 86               | 84               | 43               | 38               | 874              |
| --------------------- | ---------------- | ---------------- | ---------------- | ---------------- | ---------------- | ---------------- | ---------------- | ---------------- | ---------------- | ---------------- | ---------------- | ---------------- | ---------------- |
| Джерело: weather.com  |                  |                  |                  |                  |                  |                  |                  |                  |                  |                  |                  |                  |                  |

## Демографія
Згідно з переписом 2010 року, у місті мешкала 2551 особа в 1013 домогосподарствах у складі 689 родин. Густота населення становила 118 осіб/км².  Було 1215 помешкань (56/км²).
Расовий склад населення:
| - 78,0 % — білих - 13,2 % — корінних американців - 0,8 % — чорних або афроамериканців - 0,2 % — вихідців з тихоокеанських островів - 0,2 % — азіатів |

До двох чи більше рас належало 7,4 %. Частка іспаномовних становила 5,3 % від усіх жителів.
За віковим діапазоном населення розподілялося таким чином: 27,0 % — особи молодші 18 років, 58,5 % — особи у віці 18—64 років, 14,5 % — особи у віці 65 років та старші. Медіана віку мешканця становила 36,9 року. На 100 осіб жіночої статі у місті припадало 91,2 чоловіків;  на 100 жінок у віці від 18 років та старших — 87,6 чоловіків також старших 18 років.
Середній дохід на одне домашнє господарство  становив 48 845 доларів США (медіана — 36 734), а середній дохід на одну сім'ю — 55 641 долар (медіана — 50 063). Медіана доходів становила 41 953 долари для чоловіків та 30 703 долари для жінок. За межею бідності перебувало 23,3 % осіб, у тому числі 34,0 % дітей у віці до 18 років та 13,3 % осіб у віці 65 років та старших.
Цивільне працевлаштоване населення становило 1121 осіб. Основні галузі зайнятості: освіта, охорона здоров'я та соціальна допомога — 17,5 %, мистецтво, розваги та відпочинок — 14,3 %, транспорт — 9,8 %, виробництво — 9,5 %.

## Персоналії
- Ван Гефлін (1910- 1971) — американський актор.